# Okręg południowy Kościoła Ewangelicko-Metodystycznego w RP

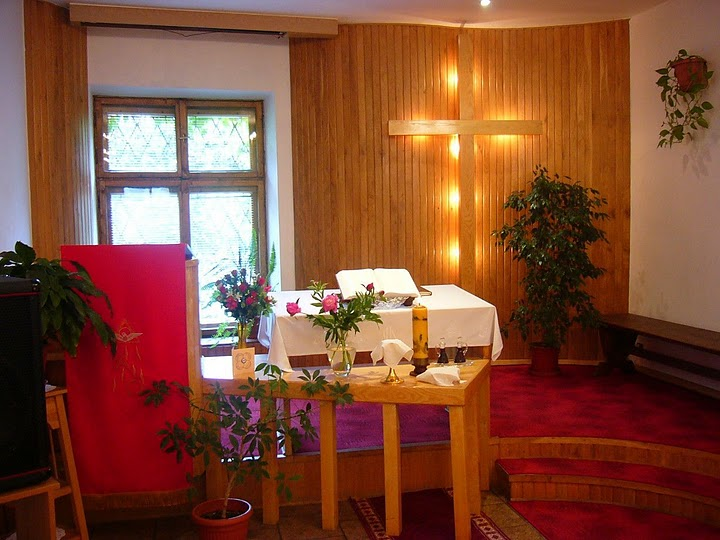
Kaplica Kościoła Ewangelicko-Metodystycznego w Krakowie

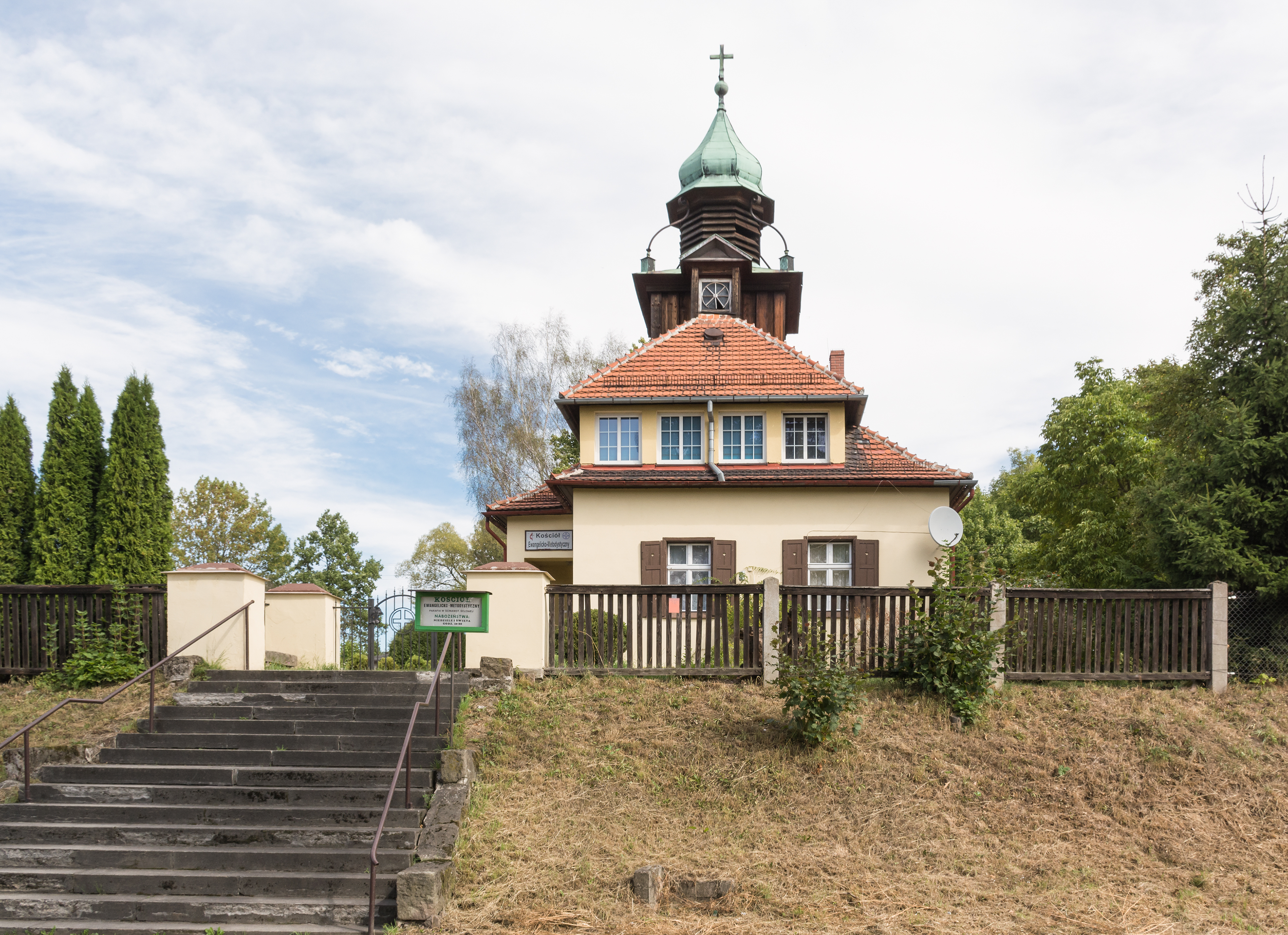
Kościół Ewangelicko-Metodystyczny w Ścinawce Średniej

Okręg południowy – jeden z czterech okręgów Kościoła Ewangelicko-Metodystycznego w RP. Terytorialnie obejmuje zbory znajdujące się na terenie województwa dolnośląskiego, małopolskiego, podkarpackiego i śląskiego.
Siedzibą władz okręgu południowego pozostaje Kraków. Okręg skupia 10 parafii i 4 filiały.

## Parafie
| Miejscowość      | Województwo  | Zbór                                                 | Pastor                 |
| Bielsko-Biała    | śląskie      | parafia w Bielsku-Białej                             | ks. Paweł Lewicki      |
| Bytom            | śląskie      | parafia w Bytomiu                                    | Henryk Szatkowski      |
| Gliwice          | śląskie      | parafia w Gliwicach                                  | Henryk Szatkowski      |
| Katowice         | śląskie      | parafia Nowego Przymierza w Katowicach               | ks. Waldemar Dąbrowski |
| Kraków           | małopolskie  | parafia im. Andrzeja Frycza-Modrzewskiego w Krakowie | ks. Józef Bartos       |
| Przemyśl         | podkarpackie | parafia Opatrzności Bożej w Przemyślu                | ks. Adrian Myśliński   |
| Ścinawka Średnia | dolnośląskie | parafia w Ścinawce Średniej                          | ks. Krzysztof Wolnica  |
| Tarnów           | małopolskie  | parafia w Tarnowie                                   | ks. Adrian Myśliński   |
| Wisła            | śląskie      | parafia w Wiśle                                      | ks. Paweł Lewicki      |
| Wrocław          | dolnośląskie | parafia Pokoju Bożego we Wrocławiu                   | ks. Krzysztof Wolnica  |

## Filiały
| Miejscowość       | Województwo  | Zbór                                                        | Pastor                |
| Chrzanów          | małopolskie  | filiał w Chrzanowie (parafia w Krakowie)                    | ks. Józef Bartos      |
| Jawor             | dolnośląskie | filiał w Jaworze (parafia we Wrocławiu)                     | ks. Krzysztof Wolnica |
| Legnica           | dolnośląskie | filiał w Legnicy (parafia we Wrocławiu)                     | ks. Krzysztof Wolnica |
| Ząbkowice Śląskie | dolnośląskie | filiał w Ząbkowicach Śląskich (parafia w Ścinawce Średniej) | ks. Krzysztof Wolnica |